# Matthias Angerer
Matthias Angerer (alias Theus Gerber bzw. Theis Gerber; * vermutlich zweite Hälfte des 15. Jahrhunderts; † frühestens 1539) war eine Persönlichkeit des Deutschen Bauernkrieges.

## Biografie
Angerer lebte in Stuttgart, übte den Beruf eines Gerbers aus und gehörte zeitweise der Leibgarde des Herzogs Ulrich von Württemberg an. Er war verheiratet und hatte mindestens neun Kinder.
Als die Stadtoberen Stuttgarts infolge des Herannahens der Truppe von Matern Feuerbacher im Frühjahr 1525 flohen, wurden ein neuer Bürgermeister und ein 27-köpfiger Ausschuss gewählt, dem u. a. Angerer und Jerg Ratgeb angehörten. Beide waren auch Teil der aus sieben Personen bestehenden Delegation, die Feuerbacher in seinem Heerlager aufsuchte. Die Stadt kooperierte zwangsweise mit den Aufständischen und der militärisch erfahrene Angerer wurde zum Befehlshaber einer aus 300 Mann bestehenden Truppe ernannt, die mit Feuerbacher ziehen sollte. Er lehnte zunächst ab, stimmte jedoch schließlich zu, nachdem ihm weitere Kriegsräte zur Seite gestellt wurden, darunter Ratgeb. Kurz darauf versuchte Angerer, der die Erfolgsaussichten des Unternehmens gering schätzte, die Entsendung weiterer 800 Kämpfer aus Stuttgart zu verhindern, und kritisierte Feuerbachers Truppe bei den Stadtoberen. Diese bestanden jedoch weiterhin auf seinem Einsatz sowie der Aufstockung des Kontingents. Etwa ein Drittel der nun über 1000 Stuttgarter, die Feuerbacher unterstanden, war jedoch bereits kurz darauf aus unbekannten Gründen nicht mehr im Dienst.
Sowohl Angerer als auch Ratgeb standen ab Anfang Mai 1525 mit Georg von Waldburg in Kontakt, um eine Verständigung zu erzielen. Der gegnerische Heerführer beharrte jedoch auf einer bedingungslosen Kapitulation von Feuerbachers Truppe. Nach Ansicht des Historikers Peter Blickle führte dies zu einer Radikalisierung Angerers zugunsten der Aufständischen. Er sprach sich außerdem gegen eine Zusammenarbeit mit seinem ehemaligen Dienstherrn Herzog Ulrich aus, der zeitweise mit einem Bauern- und Söldnerheer gegen Waldburg und den Schwäbischen Bund kämpfte.
Nach der Schlacht bei Böblingen kehrte Angerer mit den anderen überlebenden Stuttgartern in seine Heimatstadt zurück. Entgegen früherer Versprechungen setzten sich die Stadtoberen jedoch nicht für ihn ein. Nach der Forderung der Württembergischen Landesregierung, Angerer hinzurichten, floh er nach Esslingen am Neckar. Sein Vermögen in Höhe von 400 Gulden wurde zunächst konfisziert, jedoch später rückerstattet. Auch seine Familie durfte ihm nachreisen.
Im Exil gab Angerer am 7. Juli 1527 im Rahmen des Prozesses gegen Matern Feuerbacher als Entlastungszeuge eine Aussage zu Protokoll. Entgegengenommen wurde diese von Feuerbachers Bruder Bernhard. Angerer selbst prozessierte später jahrelang gegen die Stadt Stuttgart zum Zwecke einer Rehabilitierung. Dabei wurde am 22. März 1539 auch Matern Feuerbacher befragt.